# Gara Archita
Gara Archita este o stație de cale ferată care deservește comuna Vânători, județul Mureș, România.